# Logika parakonsystentna
Logika parakonsystentna (logika paraniesprzeczna) – logika, która dopuszcza wystąpienie sprzeczności, pod warunkiem, by nie prowadziło to do przepełnienia systemu.
W klasycznym rachunku zdań obowiązuje zasada niesprzeczności, stwierdzająca, że ze sprzeczności może wynikać dowolne zdanie logiczne, więc przyjęcie sprzeczności spowoduje przepełnienie systemu („rozlanie się” sprzeczności na cały system). W logice parakonsystentnej to nie następuje – w parakonsystentnym rachunku zdań zasada niesprzeczności nie jest tautologią.